# Pale CFA
Pale CFA (z ang. Continuous Flight Auger Piles, po polsku stosuje się też nazwy: pale FSC, pale formowane świdrem ciągłym; fr. pieux foré à la tariere creuse, niem. Schneckenortbetonpfähle, SOB) – budowlany element konstrukcyjny, stosowany przede wszystkim do wykonywania fundamentów głębokich pod ekranami akustycznymi i obiektami mostowymi, a także ścian palowych w konstrukcjach oporowych.

## Historia
Pierwotnie technologia pali CFA pozwalała na zastosowanie jako wypełniacza jedynie zaprawy. W 1981 roku firma Cementation Skanska rozwinęła proces, umożliwiając zastosowanie betonu konstrukcyjnego i w tym samym roku po raz pierwszy użyła tego rozwiązania w Wielkiej Brytanii. Technologia pali CFA rozwijała się szczególnie szybko w latach 90. XX wieku. Jednym z etapów jej doskonalenia było wprowadzenie ciągłej kontroli i rejestracji parametrów wiercenia (posuw świdra, prędkość obrotowa i moment stołu wiertniczego) oraz formowania (prędkość unoszenia świdra, wydajność i ciśnienie mieszanki betonowej, profil wypełnienia otworu).

## Charakterystyka
Typowe pale CFA mają średnicę od 400 do 1200 mm i głębokość do 20 m. W niektórych krajach, np. w Wielkiej Brytanii, wykonuje się pale CFA o głębokości ponad 30 m i średnicy do 1500 mm, które mogą być zbrojone na całą głębokość. Nośności pali CFA są większe od typowych pali wierconych o takich samych wymiarach i mogą osiągać do 7500 kN/szt. Dzięki wysokiej wydajności robót pale CFA są relatywnie tańsze od innych rodzajów pali formowanych w gruncie. Pale CFA przydatne są niemal we wszystkich rodzajach gruntów: żwirach, piaskach, pyłach, glinach, miękkich skałach i w gruntach mieszanych. Technologia pozwala na wykonywanie pali w wodonośnych warstwach gruntów bez konieczności stosowania rur osłonowych i bentonitu. Obecnie na świecie występuje na nie duże zapotrzebowanie. W wielu krajach niemal całkowicie zastąpiły pale wbijane i klasyczne pale wiercone z rurowaniem lub w zawiesinie. Z powodu braku wibracji, wstrząsów i niskiego hałasu podczas wykonywania, pale CFA stosowane są w miejscach, w których wskazana jest ochrona tych elementów środowiska.

## Zastosowanie
Pale CFA stosowane są do wykonywania fundamentów głębokich i ścian palowych. Tymczasowe lub stałe ściany palowe mogą być projektowane jako wspornik prosty lub podparty i przenosić także obciążenia pionowe. Najczęstszymi trzema typami budowanych ścian palowych są: sąsiadujące (ang. Contiguous), blokujące (ang. Interlocking) i sieczne (ang. Secant). Wybór konkretnego typu ściany zależy od warunków gruntowych i rodzaju obciążeń.

### Ekrany akustyczne
Jednym z najprostszych zastosowań pali CFA jest użycie ich jako fundamentów ekranów akustycznych. Fundamenty te projektowane są zwykle w formie pali rozmieszczonych w regularnych odstępach po jednym pod każdym słupem ekranu i sztywno połączonych ze słupem poprzez zbrojenie lub kotwy. Fundamenty pod ekranami akustycznymi są poddawane stosunkowo niewielkim obciążeniom, głównie momentom obrotowym pochodzącym od bocznego parcia wiatru na powierzchnie ekranów. Zazwyczaj mają średnicę od 450 do 900 mm i głębokość od 4 do 8 m. Pale CFA dobrze sprawdzają się w roli takich fundamentów i często traktowane są jako alternatywa dla innych rozwiązań projektowych.

### Obiekty mostowe
Pale CFA używane są w pewnych warunkach jako fundamenty pod filarami i przyczółkami obiektów mostowych. Dotyczy to przede wszystkim obiektów położonych w węzłach drogowych, tam, gdzie nie występują większe problemy z podmywaniem podpór przez płynącą wodę, w płytach przejściowych obiektów mostowych, a także w konstrukcjach powstałych w związku z poszerzeniem istniejącego obiektu mostowego. Pale CFA są również stosowane w sytuacjach, gdy użycie innej technologii nie jest możliwe ze względu na drgania i hałas, a także wtedy, gdy przynosi to korzyści finansowe lub przyspiesza budowę.

## Sposób wykonania
Wykonanie pala CFA polega na wwierceniu w grunt ciągłego świdra ślimakowego na głębokość odpowiadającą głębokości pala. Świder, wkręcając się w grunt, rozpycha go na boki, a częściowo wynosi na powierzchnię terenu. Wiercenie odbywa się w jednym cyklu, bez wyjmowania narzędzia. W rezultacie ilość wynoszonego urobku w stosunku do objętości otworu jest niewielka. Rozepchnięcie części urobku na boki chroni stateczność otworu i zabezpiecza grunt otaczający otwór przed rozluźnieniem. Po osiągnięciu zaplanowanej głębokości świder jest podciągany z równoczesnym wtłaczaniem przez rurę rdzeniową świdra specjalnie dobranej mieszanki betonowej. Mieszanka ta jest pompowalna, o odpowiedniej konsystencji i granulacji kruszywa oraz zawartości cementu, a także pozbawiona dużych ziaren kruszywa, gdyż te powodują zatykanie przewodu. Świder podciągany w kontrolowanym tempie, z prędkością wystarczająco małą, by nie wywoływać zasysania gruntu i by otwór się nie zapływał. Jest ona dostosowana do wydajności podawania mieszanki, tak by przez cały czas formowania pala zapewnić wymagane jej nadciśnienie. W wyniku tego beton szczelnie wypełnia przestrzeń pod świdrem. Ciśnienie mieszanki betonowej utrzymuje stateczność otworu i zapewnia dobre zespolenie trzonu pala z gruntem.
W rezultacie zostaje uformowany słup płynnego betonu sięgający poziomu gruntu. Po wyjęciu świdra w świeżą mieszankę wprowadzany jest szkielet zbrojeniowy o długości zbliżonej lub mniejszej od głębokości otworu. Szkielet zbrojeniowy wprowadza się poprzez wciskanie i wibrowanie lub wciąganie prowadnicą z zaczepem. Najczęściej zbrojenie jest zagłębiane pod obciążeniem statycznym ze wspomaganiem wibracyjnym w końcowej fazie. Kosz zbrojeniowy pala CFA ma zazwyczaj w dolnej części lekko odgięte pręty, co ułatwia pogrążanie zbrojenia. Powszechnie stosuje się kosze zbrojeniowe o długości do 12 m. Kosze dłuższe mogą zostać zainstalowane z pomocą wibratorów.
Etapy wykonania:
1. ustawienie świdra;
2. wiercenie świdrem z równoczesnym jego zagłębianiem;
3. dowiercenie do pełnej głębokości;
4. podciąganie świdra z jednoczesnym tłoczeniem mieszanki betonowej przez rurę rdzeniową;
5. zabetonowanie pala z pewnym naddatkiem;
6. pogrążanie zbrojenia,
7. umieszczenie zbrojenia, zazwyczaj nie na całą głębokość pala[3].

Technologia charakteryzuje się bardzo wysoką wydajnością wykonawstwa – do 30 minut na sztukę. Przy zastosowaniu palownic o dużej mocy, z wysokociśnieniowymi napędami hydraulicznymi wydajność robót sięga 200 m bieżących pali na dzień. Podczas wykonywania pali nie występują wibracje ani wstrząsy, a generowany hałas jest jednym z najmniejszych pośród wszystkich technik palowania. Cechy te postrzegane są jako znaczące zalety tej techniki.
Podczas wykonywania pala rejestrowane są parametry stanowiące podstawę do sporządzenia metryki pala. Zawiera ona wiele informacji, m.in.: numer pala, lokalizację obiektu, datę, średnicę, pochylenie, rzędne i głębokości wiercenia i betonowania, zużycie betonu, czasy wiercenia i betonowania, dane dotyczące mieszanki betonowej, szybkości wiercenia i wyciągania świdra, ciśnienia w instalacji hydraulicznej palownicy obrazującego opory zagłębiania świdra.

### Sprzęt
Do wiercenia i formowania pali CFA stosowana jest palownica wyposażona w ciągły świder ślimakowy i podłączona do pompy do tłoczenia mieszanki betonowej.  W centralnej części świdra znajduje się przewód rdzeniowy umożliwiający tłoczenie betonu. Ramię pompy może podążać za przemieszczającą się po placu budowy palownicą, co umożliwia wykonanie kilku pali bez przestawiania pompy. Palownice wyposażane są w urządzenia rejestrujące parametry wykonywania pala, które są wyświetlane na monitorze w kabinie operatora i rejestrowane w pamięci komputera. Urządzenie umożliwia operatorowi bieżącą kontrolę oraz sterowanie procesem wiercenia i betonowania.

## Modyfikacje technologii pali CFA
Istnieje kilka modyfikacji i wariantów typowej technologii pali CFA:
- W palach Starsol stosowana jest podwójna rura rdzeniowa pozwalająca na utrzymywanie dolnej części rury zanurzonej na ok. 1 m w betonie. Po osiągnięciu docelowej głębokości w początkowej fazie betonowania podciągany jest tylko świder ślimakowy. Końcówka głównego przewodu rdzeniowego, aby nie dopuścić do rozluźnienia gruntu, dociskana jest do gruntu pod podstawą pala. Pozwala to zapobiegać obwałom, ogranicza naruszenie struktury gruntu oraz zmniejsza jego odprężenie pod podstawą pala[4].
- Pale PCS Lambda to wariant pali CFA z większą średnicą świdra. Stosunek średnicy rury rdzeniowej świdra do średnicy pala wynosi ok. 0,60–0,80.	 Pale tego typu eliminują lub w znacznym stopniu zmniejszają przemieszczanie gruntu ku górze w czasie wkręcania świdra[4].
- Pale CFP (z ang. Cased Flight Auger Piles) stanowią połączenie pali CFA i tradycyjnych pali wierconych. Wiertnica wyposażona jest w dwie niezależnie obracające się głowice, z których jedna obraca świder, a druga – rurę osłonową. Kierunki obrotu świdra ślimakowego i rury osłonowej są przeciwne. Metoda wykonania oparta jest na równoczesnym wkręcaniu rury osłonowej i ciągłego świdra ślimakowego. W dolnej części rury osłonowej znajdują się zęby tnące, które ułatwiają ścinanie gruntu. Gdy formowany jest pal o głębokości większej niż całkowita długość rury osłonowej, zostaje ona zatrzymana, a świder osiąga projektowaną głębokość pracując samodzielnie. Betonowanie odbywa się tak, jak w przypadku pali CFA[4].
- Pale Soilex stanowią połączenie klasycznej technologii pali CFA z metodą wykonania pali z rozszerzoną komorą nad podstawą pala (Expander Body). Dla pala wykonanego technologią CFA zbrojenie wraz ze złożoną komorą zagłębia się w świeżą mieszakę betonową. Następnie przewodem iniekcyjnym tłoczy się mieszankę betonową o ciśnieniu 0,5–3,0 MPa, co powoduje rozszerzenie komory. Pale tego typu mają zwiększoną nośność w stosunku do pali CFA[4].
- Mikropale CFA powstały w wyniku połączenia tradycyjnej technologii CFA z zabiegami iniekcyjnymi charakterystycznymi dla mikropali i kotew gruntowych. Stosuje się je jako element nośny nowo projektowanych budowli, do wzmocnienia fundamentów istniejących i zabytkowych obiektów, a także zabezpieczenia i obudowy wykopów. Metoda wykonania takich mikropali polega na wywierceniu świdrem ślimakowym otworu o średnicy 300 mm, wypełnieniu go zaczynem cementowym lub zaprawą, wprowadzeniu zbrojenia z przymocowanymi rurkami iniekcyjnymi z zaworami zwrotnymi i formowaniu buławy. Buława nośna mikropala formowana jest z pomocą iniekcji wysokociśnieniowej po związaniu zaczynu osłonowego, czyli po około 24 godzinach[4].